# Chiesa di Nostra Signora della Speranza (Peñas de San Pedro)
La chiesa parrocchiale di Nostra Signora della Speranza (in spagnolo: Iglesia Parroquial de Nuestra Señora de la Esperanza) è una chiesa parrocchiale cattolica del XVIII secolo situata a Peñas de San Pedro, in provincia di Albacete, nella comunità autonoma di Castiglia-La Mancia, in Spagna.
La chiesa è dedicata a Santa Maria della Maggiore Speranza e Santa Liberata martire. La costruzione iniziò nel 1716 sotto il maestro mayor Bartolomé de la Cruz Valdés e l'architetto Cosme Carreras. L'edificio fu poi consacrato al culto nel 1747, anche se il campanile, la cupola e le cappelle furono completate solo nel 1797.

## Descrizione

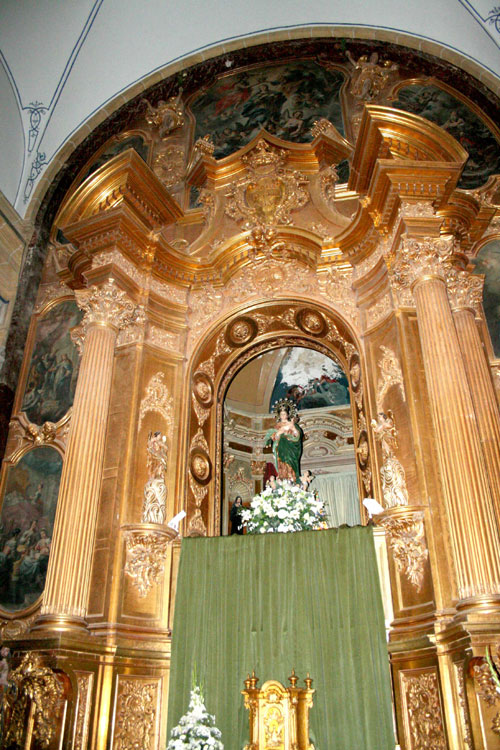
Interno della chiesa

La cupola ha pennacchi raffiguranti i quattro Padri della Chiesa Cattolica: i santi Sant'Agostino, Sant'Ambrogio, San Gregorio e San Girolamo. Sopra tra i santi sono raffigurati le sante Quiteria e Liberata e gli arcangeli Michele, Raffaele e Gabriele. Le lunette del presbiterio raffigurano San Tommaso di Villanova e San Fulgencio. Il portale principale è scolpito in stile barocco e completato nel 1740.
L'interno ha una serie di statue in legno policromo intagliato principalmente di Juan de Gea ed Ignacio Castell. Anche il retablo principale è stato progettato e scolpito da questi artisti e dorato da Francisco e Gregorio Sánchez, con dipinti con le storie del Nuovo Testamento realizzate da Bautista Suñer.
La chiesa è stata dichiarata Bien de Interés Cultural nel 1978.